# アフリカの角

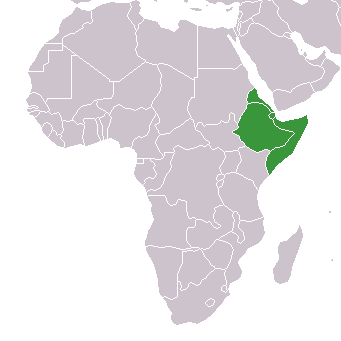
アフリカの角の国々

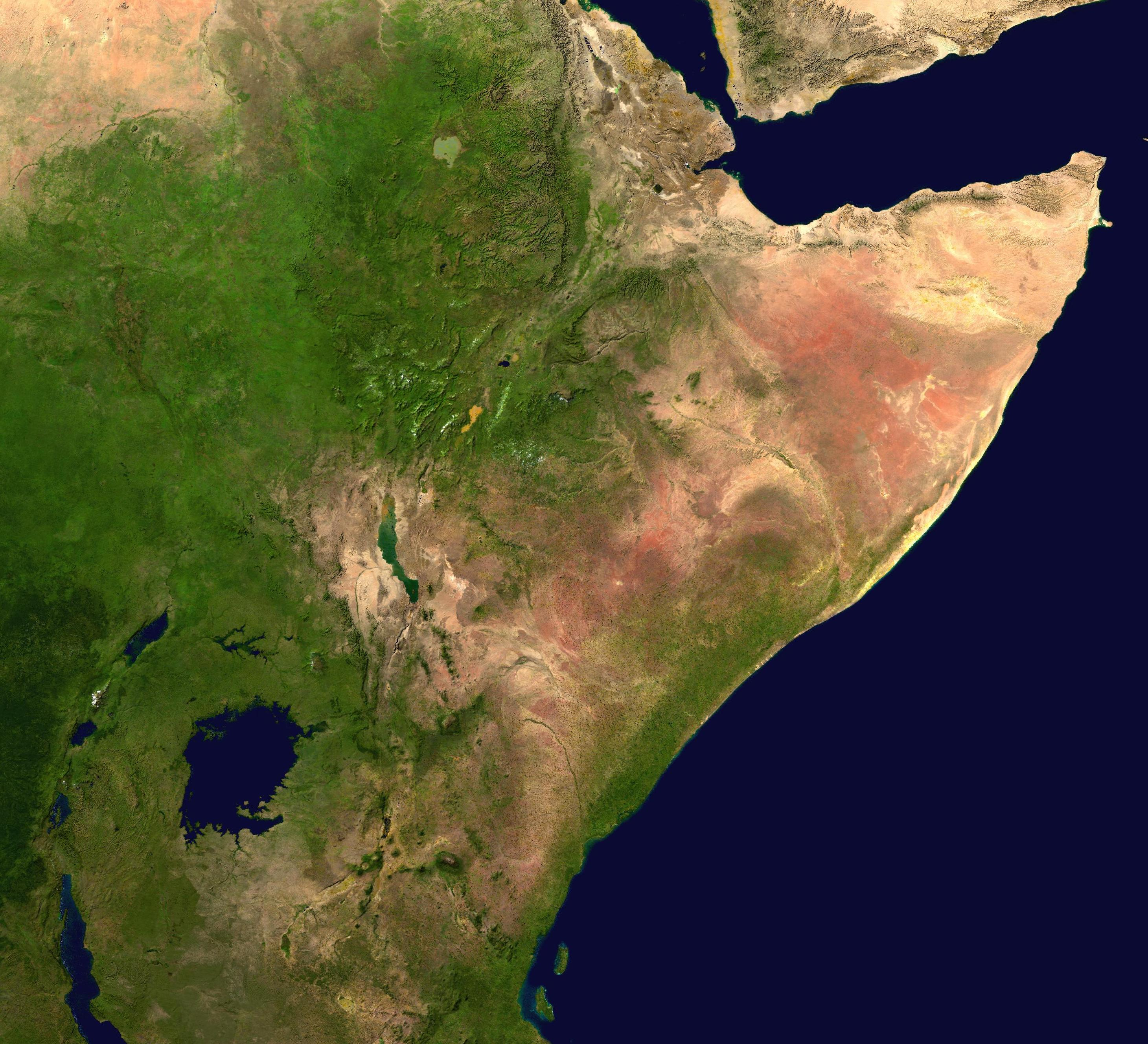
衛星画像

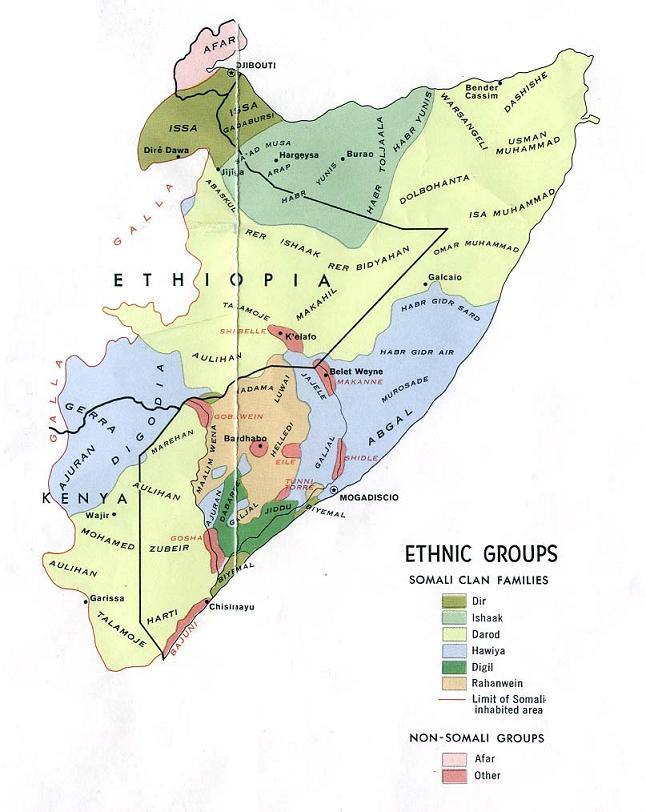
ソマリランド（ソマリ人地域）と氏族分布

アフリカの角（アフリカのつの、英語: Horn of Africa、ソマリ語: Geeska Afrika、アムハラ語: የአፍሪካ ቀንድ 、アラビア語: القرن الأفريقي、オロモ語: Gaaffaa Afriikaa、ティグリニャ語: ቀርኒ ኣፍሪቃ）は、アフリカ大陸東端のソマリア全域とエチオピアの一部などを占める半島。
ソマリ人の居住地域であり、ソマリランド (Somaliland) とも呼ばれた（ソマリランド共和国とは異なる）。ソマリ半島 (Somali Peninsula) とも。ソマリ地域、ソマリ地方 (Somali Area など) などとも呼ばれるが、これはエチオピア東部ソマリ州 (Somali Region) を指すことがある。
インド洋と紅海を結び、さらにはスエズ運河を通して地中海に繋がる海上交通の要衝だが、政情は極めて不安定である。

## 国
アフリカの角に明確な境界はないが、おおよそ次のような範囲である。
- ソマリア
  - （ソマリランド）
  - （プントランド）
- ジブチ
- エチオピア東部
- エリトリア南部
- ケニア北東部

## 歴史
16世紀にはエチオピア帝国が支配した。
19世紀末～20世紀初頭のアフリカ分割により、ソマリ人地域は英仏伊とエチオピア帝国に分割された。英領は英領ソマリランド（現ソマリランド共和国）、仏領は仏領ソマリランド（現ジブチ）、伊領は伊領ソマリランド（現ソマリア+プントランド）となり、エチオピアにはオガデン（現ソマリ州）が残された。
一方、イタリアはエリトリア戦争によりエチオピアからエリトリアを奪い、エチオピア内陸へのさらなる進出を狙ったが、第一次エチオピア戦争に敗退しエリトリアにとどまった。しかし1935年、第二次エチオピア戦争によりエチオピア帝国を支配し、伊領ソマリランドとエリトリアと合わせてイタリア領東アフリカ帝国を誕生させた。しかし第二次世界大戦で、イギリスによりこの地域のイタリアの支配権は払拭された。エチオピア帝国は独立回復し、1952年にはイギリス占領下にあったエリトリアを再併合した。
ソマリア人地域は一時的にほぼ全域がイギリス支配下にあったが、1950年、イギリス占領下の旧伊領ソマリランドが、10年後の独立を前提とした期限付きでイタリアに信託統治され、伊信託統治領ソマリアとなった。1953年にはイギリス占領下のオガデンがエチオピアに返還された。しかしその一方でソマリ人の間ではソマリ人統一国家を作る大ソマリア主義が興こり、これらの再分割に反発した。大ソマリア主義を受け1960年、英領ソマリランドと伊信託統治領ソマリアは統合されソマリア共和国として独立した。
1963年にはケニア共和国が独立した。ソマリ人が大部分の北東部住民はソマリアへの編入を望んだが実現しなかった。
仏領ソマリランドはソマリアとは距離を置きフランス残留を希望し、アファール・イッサを経て1977年にジブチ共和国として独立した。
ソマリアは1974年のエチオピア革命に便乗し1977年にソマリ人地域オガデンの奪取を掲げオガデン戦争を仕掛けたが失敗。敗戦による混乱と、南部（旧伊領）偏重の政治が続いたことによる南北対立により大ソマリアの求心力は失われ、1990年ごろからソマリア内戦が激化し統一国家としてのソマリアは崩壊した。1991年にはソマリランド共和国、1998年にはプントランドが独立宣言し、さらにマーヒル、ノースランドなどの小勢力も独立宣言した。
1993年、エチオピアからエリトリア共和国が独立した。エチオピアとの間には国境紛争を抱えている。

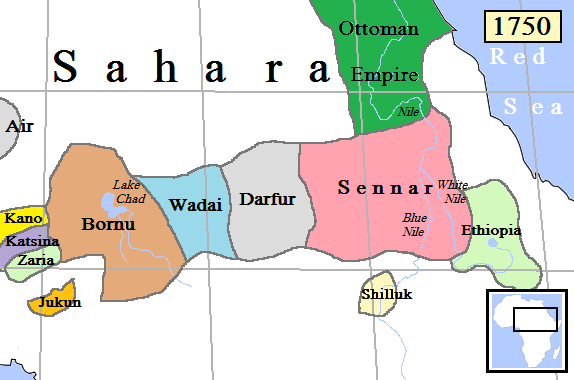
最盛期のエチオピア帝国
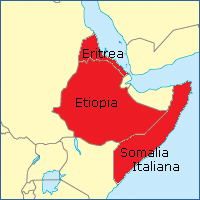
イタリア領東アフリカ帝国
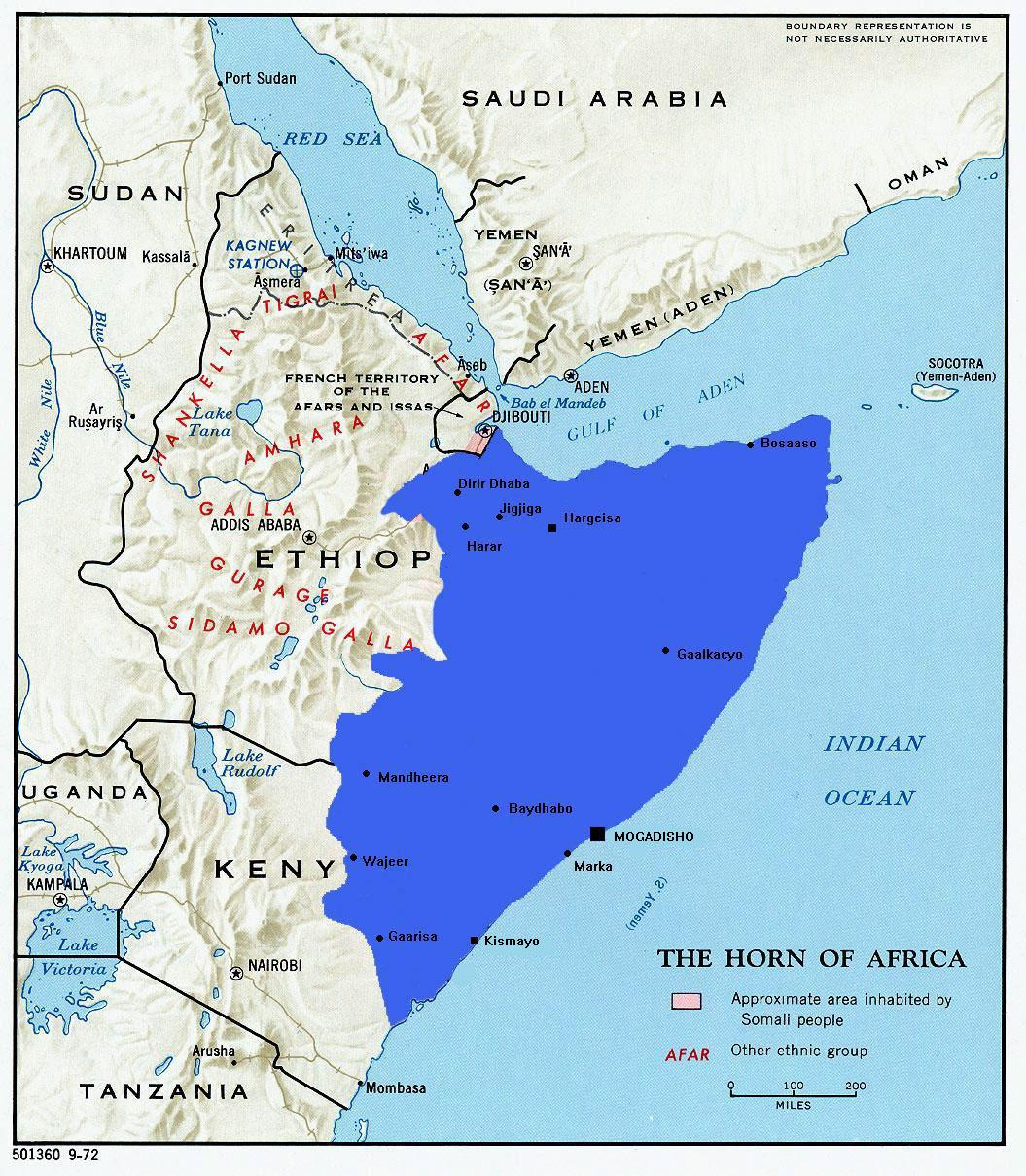
大ソマリア（一例）
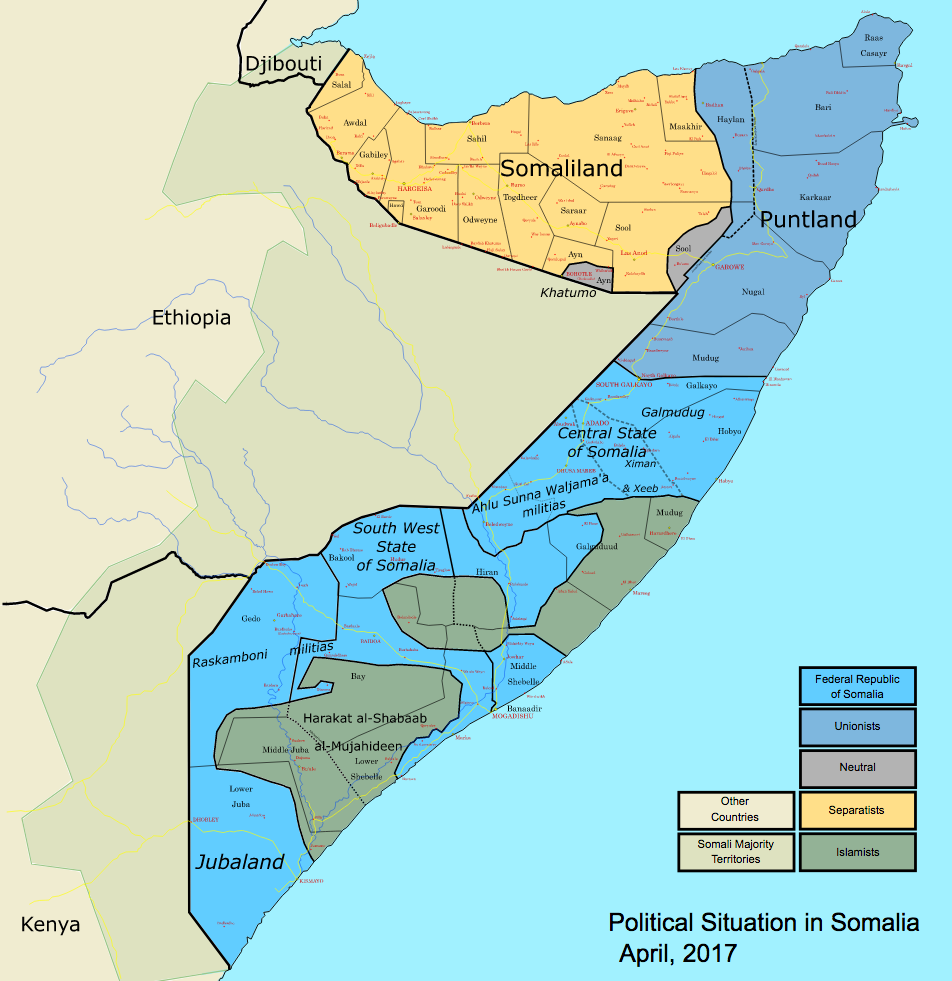
現在のソマリア勢力図

## 主な都市
- モガディシュ
- ハルゲイサ
- ジブチ市